# Мендес Гимарайнс, Эдилсон
Эди́лсон Ме́ндес Гимара́йнс, белее известный как просто Эди́лсон (порт.-браз. Edílson Mendes Guimarães; родился 27 июля 1986 года в городе Нова-Эсперанса, штат Парана) — бразильский футболист, фланговый защитник клуба «Гремио».

## Биография
Эдилсон — воспитанник клуба «Аваи», в основном составе клуба из Флорианополиса он дебютировал в 2004 году. В 2005 году перешёл в «Виторию» из Салвадора, с которой выиграл чемпионат штата Баия, а вторую половину года провёл в «Атлетико Минейро». Затем вернулся в «Аваи». В 2008 году поменял пять клубов — «Веранополис», «Гуарани» (Пальоса), «Понте-Прету», «Жоинвиль» и «Жувентус» (Жарагуа-ду-Сул). В 2009—2010 годах выступал за «Понте-Прету», но покинул команду из-за серьёзных проблем с дисциплиной.
В 2011 году перешёл в «Гремио», с которым в 2010 году выиграл Лигу Гаушу. В 2011 году на правах аренды выступал за «Атлетико Паранаэнсе».
В 2013—2014 годах выступал за «Ботафого», помог «одинокой звезде» в 2013 году стать чемпионом штата Рио-де-Жанейро. Покинул команду после конфликта с руководством клуба. Следующие два года провёл в «Коринтиансе», и в 2015 году был одним из ключевых игроков этой команды, ставшей чемпионом Бразилии.
В 2016—2017 года вновь выступал за «Гремио». Помог «мушкетёрам» выиграть Кубок Бразилии 2016 года, а в 2017 году — завоевать Кубок Либертадорес.
Эдилсон женат на Каролине Сереприн, в 2017 году у пары родился сын Жоакин.

## Достижения
- Чемпион штата Рио-де-Жанейро (1): 2013
- Чемпион штата Риу-Гранди-ду-Сул (1): 2010
- Чемпион штата Минас-Жерайс (2): 2018, 2019
- Чемпион штата Баия (1): 2005
- Чемпион Бразилии (1): 2015
- Чемпион Кубка Бразилии (1): 2016
- Обладатель Кубка Либертадорес (1): 2017